# پیتر سلرس
پیتر سلرس (انگلیسی: Peter Sellars؛ ‏ ۲۷ سپتامبر ۱۹۵۷) کارگردان نمایش، کارگردان فیلم و استاد یوسی‌ال‌ای اهل ایالات متحده آمریکا بود. وی دانش‌آموختهٔ دانشگاه هاروارد است و به‌خاطر صحنه‌پردازی‌های منحصربه‌فرد معاصرش از اپراهای کلاسیک و معاصر و نمایشنامه‌ها مورد توجه قرار گرفته‌است. او را یکی از چهره‌های کلیدی تئاتر و اپرا در ۵۰ سال اخیر می‌دانند.
از فیلم‌ها یا برنامه‌های تلویزیونی که وی در آن نقش داشته‌است، می‌توان به برابرساز، شاه لیر و سال نو مبارک اشاره کرد.
وی همچنین برندهٔ جوایزی همچون جایزه موسیقی پولار و جایزه اراسموس شده‌است.